# Beacon Rock State Park

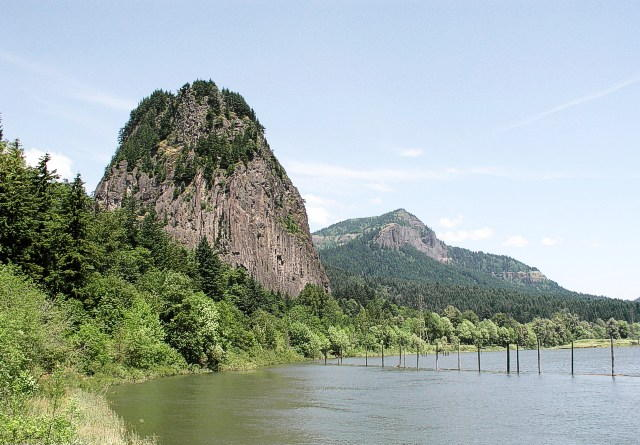
La Beacon Rock vista da ovest.

Il Beacon Rock State Park è un parco statale lungo la Route 14 nel contesto dell' "Area panoramica naturale della Gola del Columbia", situata nella Contea di Skamania, nello Stato di Washington, negli Stati Uniti d'America.
Il parco deriva la sua denominazione dalla Beacon Rock (in lingua inglese: roccia del faro o roccia della torre di segnalazione), un tappo vulcanico di roccia basaltica, alto 258 m, che si trova sulla sponda settentrionale del fiume Columbia, 32 miglia (51 km) a est  della città di Vancouver.
Il 31 ottobre 1805 giunse in quest'area la Spedizione di Lewis e Clark, che effettuò misurazioni sulle escursioni di marea del fiume comprendendo di essere arrivati a poca distanza dall'Oceano Pacifico.

## Beacon Rock

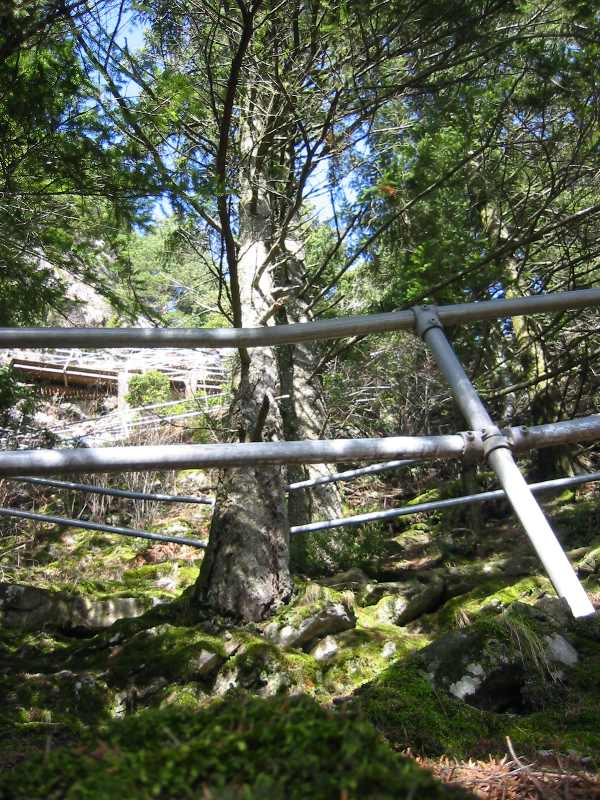
Il sentiero che conduce alla cima della Beacon Rock

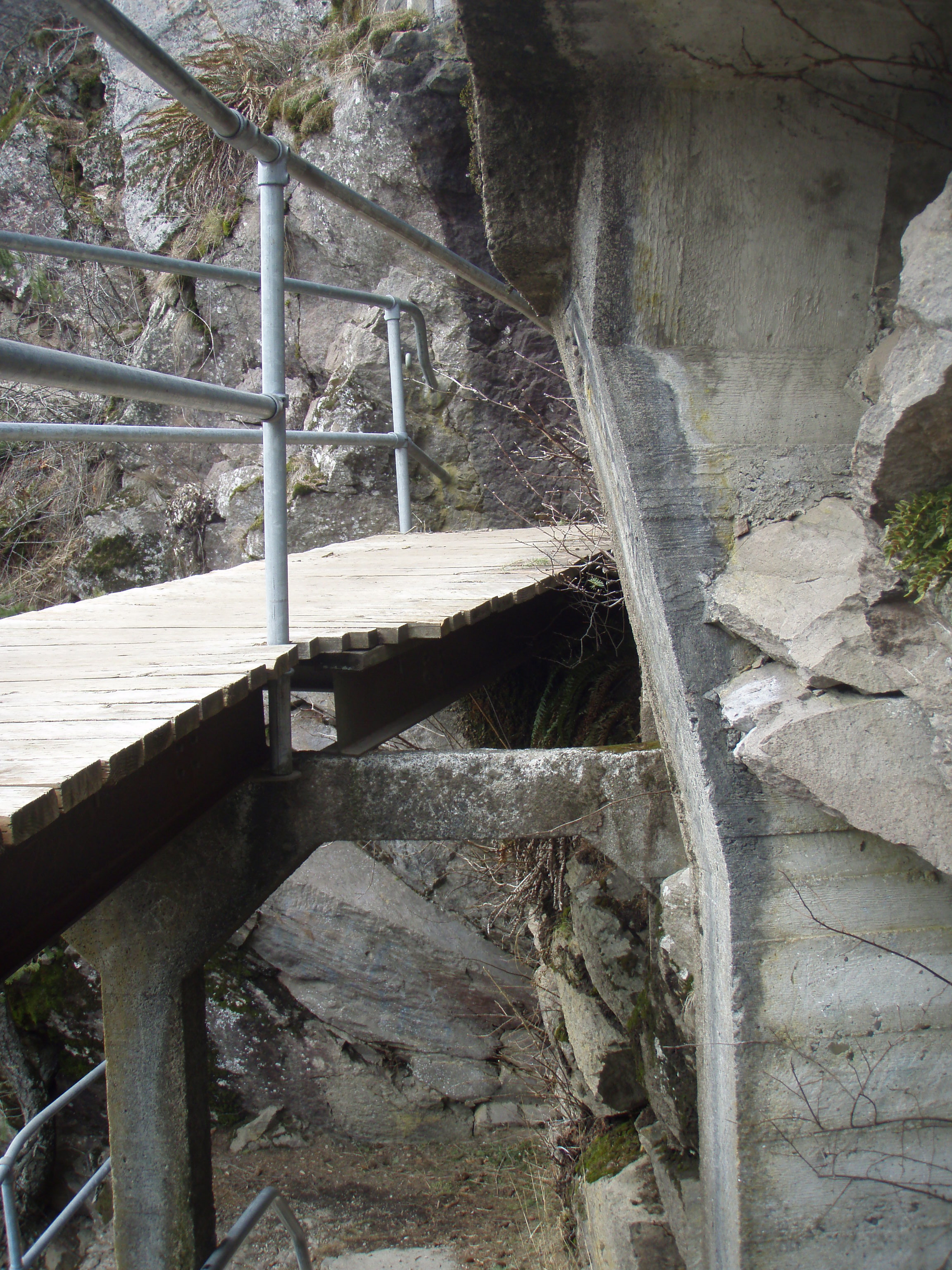
Un tratto impegnativo del sentiero che conduce alla cima della Beacon Rock

La Beacon Rock è un monolito alto 258 m, costituito da roccia basaltica, situato sulla sponda settentrionale del fiume Columbia. La denominazione, che in lingua inglese significa roccia del faro o roccia della torre di segnalazione, fu assegnata nel 1805 dalla Spedizione di Lewis e Clark, la prima spedizione statunitense a raggiungere la costa pacifica via terra. Il nome inizialmente assegnato fu Beaten Rock (roccia malconcia), ma successivamente trasformato in Beacon Rock data la sua posizione preminente nella Gola del Columbia che la rendeva facilmente identificabile anche da lontano. Fu notato che la roccia marcava il punto più orientale di estensione dell'escursione di marea del fiume Columbia. La roccia venne successivamente denominata Castle Rock (roccia del castello) fino al 1915 quando la denominazione ritornò ad essere Beacon Rock.
La famiglia Biddle acquistò il monolito nel 1915 per $1 e nei tre anni successivi lavorò per costruire un impegnativo sentiero con 51 tornanti, dotato di corrimani di legno e ponticelli per riuscire a raggiungere la cima, dopo un percorso di poco più di un chilometro. Il lavoro fu terminato nell'aprile 1918.
Gli United States Army Corps of Engineers progettarono di distruggere il monolito per ricavarne il materiale necessario a costruire le banchine del molo alla foce del fiume Columbia e scavarono tre cave nel versante meridionale della formazione rocciosa. La famiglia Biddle propose allora di trasformarla in un parco statale. Lo Stato di Washington inizialmente rifiutò, ma quando il confinante Stato dell'Oregon accettò la proposta, mutò la sua idea e il parco fu istituito nel 1935. I Civilian Conservation Corps apportarono miglioramenti al sentiero di risalita che sono tuttora in uso.

## Monolito
La Beacon Rock viene da alcuni considerato il secondo monolito indipendente dell'emisfero settentrionale, subito dopo la Rocca di Gibilterra. Tutte queste classificazioni dipendono dal modo di definire il concetto di "monolito" e la sua estensione. Sicuramente il Mount Augustus e Stone Mountain hanno dimensioni maggiori, come pure la Devils Tower nel Wyoming, anche se quest'ultima viene perlopiù considerata un'intrusione mafica piuttosto che una roccia singola.